# FC Renton
Der Renton Football Club war ein Fußballverein aus dem Dorf Renton, West Dunbartonshire, Schottland, der von 1874 bis 1921 bestand.
In den ersten beiden Jahrzehnten seiner Vereinsgeschichte gehörte der Club zur Spitze des schottischen Fußballs, er stand zwischen 1875 und 1895 fünfmal im Endspiel des schottischen Pokals und konnte ihn zweimal gewinnen (1884/85, 1887/88). 1890 gehörte der FC Renton zu den Gründungsvereinen der schottischen Liga, aus der er 1897 aus finanziellen Gründen ausschied. In der Folge spielte der Club in unteren Amateurligen, bis er sich 1921 endgültig auflöste.

## Erfolge
- Scottish FA Cup : 2

1885, 1888
- Dumbartonshire Cup : 4

1887, 1896, 1908, 1914
- Glasgow Merchants Charity Cup : 4

1886, 1887, 1888, 1889